# Spinus lawrencei
Spinus lawrencei е вид птица от семейство Чинкови (Fringillidae).

## Разпространение
Видът е разпространен в Мексико и САЩ.